# Feel Special
Feel Special – ósmy minialbum południowokoreańskiej grupy Twice, wydany 22 kwietnia 2019 roku przez JYP Entertainment i dystrybuowany przez Dreamus. Płytę promował singel o tym samym tytule. Minialbum sprzedał się w nakładzie 443 429 egzemplarzy w Korei Południowej (stan na marzec 2020 r.) i 100 060 w Japonii (według Oricon). Zdobył certyfikat Platinum w kategorii albumów.

## Lista utworów
| CD | CD                              | CD                              | CD | CD                                 | CD      |
| Nr | Tytuł utworu                    | Tekst                           | Kompozycja                                                                                                | Aranżacja                          | Długość |
| -- | ------------------------------- | ------------------------------- | --- | ---------------------------------- | ------- |
| 1. | „Feel Special”                  | J.Y. Park "The Asiansoul"       | J.Y. Park, Ollipop, Hayley Aitken                                                                         | Min Lee "collapsedone"             | 3:27    |
| 2. | „Rainbow”                       | Nayeon                          | Alexander Karlsson (JeL), Alexej Viktorovitch (JeL), Mihaela Borislavova Marinova, Nikol Genadieva Kaneva | Karlsson, Viktorovitch             | 2:58    |
| 3. | „Get Loud”                      | JQ, Jihyo                       | Miro Markus, Ryan Jhun, Anna Timgren                                                                      | Miro Markus, Ryan Jhun             | 3:08    |
| 4. | „Trick It”                      | JQ, Dahyun                      | Melanie Fontana, GG Ramirez, Jurek Reunamäki, 72                                                          | Jurek Reunamäki                    | 3:15    |
| 5. | „Love Foolish”                  | Momo, Shim Eun-ji               | Shim Eun-ji, Versachoi, Louise Frick Sveen                                                                | Shim Eun-ji, Versachoi             | 3:12    |
| 6. | „21:29”                         | Twice                           | Lee Joo-hyoung (MonoTree), Sophia pae                                                                     | Lee Joo-hyoung                     | 3:49    |
| 7. | „Breakthrough” (wer. koreańska) | Yu Shimoji, Olivia Choi (tłum.) | Jan Baars, Rajan Muse, Ronnie Icon                                                                        | Jan Baars, Rajan Muse, Ronnie Icon | 3:37    |

## Notowania
| Lista                          | Pozycja |
| ------------------------------ | ------- |
| Gaon Weekly Album Chart        | 1       |
| Oricon Weekly Album Chart      | 3       |
| Billboard Japan Hot Albums     | 13      |
| Download Albums (SNEP)         | 35      |
| Scottish Albums (OCC)          | 66      |
| Spanish Albums (PROMUSICAE)    | 47      |
| UK Digital Albums (OCC)        | 42      |
| Heatseekers Albums (Billboard) | 10      |
| Billboard World Albums         | 6       |
| Five Music (Tajwan)            | 1       |